# تیلور (تگزاس)
تیلور، تگزاس(به انگلیسی: Taylor, Texas) شهری در ایالت تگزاس از ایالات جنوبی ایالات متحده آمریکا است. در سرشماری سال ۲۰۰۰، جمعیت این شهر ۱۳۵۷۵ نفر اعلام شد.